# Nora Sylvère
 (août 2024).
Eleonora de Spengler, dite Nora Sylvère (1892-1955), est une comédienne genevoise d'origine hollandaise dont la carrière est liée à la Compagnie Pitoëff.

## Biographie

### Genève 1892-1922
Frederika Anna Eleonora de Spengler est née à Genève, 10 rue de Hollande, le 27 mars 1892, de Frédéric de Spengler (1865-1944), homme de lettres hollandais, descendant des Taets van Amerongen, et de son épouse française, Marie-Antoinette née Dupont (1866-1896).

Nora a un frère, Alexandre (1893-1973), puis, après la mort de leur mère et le remariage de leur père en 1909, un demi-frère, Björn (1911-1995). Ils grandissent à Genève dans un environnement aisé, cultivé, lettré mais aussi cosmopolite quand leur père ouvre, en 1910, une pension pour étudiants étrangers au 1 de la rue de l'École-de-Médecine. 

Nora étudie le chant chez Élisabeth Morange et affronte en mezzo-soprano le public de la Salle des Amis de l'Instruction avec Obstination d'Hercule de Fontenailles, en 1911, puis avec Oh, quand je dors ! de Liszt l'année suivante.

Comme son frère Alexandre, qui est aux Beaux-Arts, elle étudie également la diction chez Françoise Chantre, élève de Julia Bartet, et, après quelques auditions publiques de poèmes, elle décroche son premier rôle dans Les caprices de Marianne de Musset, mis en scène par Françoise Chantre à la Salle des Amis de l'Instruction le 25 janvier 1913. La presse note: «Mlle de Spengler fut une Hermia de haute mine» .

La même année le directeur du Théâtre Moderne, Albert Berger, lui confie le rôle de Fransiska van Sluis dans L'absent de Georges Mitchell, puis Françoise Chantre l'engage pour Un cas de conscience, de Paul Bourget et Serge Basset, à la Salle des Amis de l'Instruction en 1914 et, en 1916, pour Le voile de Georges Rodenbach, au Casino de la cour Saint-Pierre. 

Depuis 1915, Georges Pitoëff, établi à Genève, y poursuit sa carrière théâtrale avec sa femme Ludmilla et des élèves de Françoise Chantre dont Alexandre de Spengler qui prend le nom de scène d'"Alex Sandro" dans Les tréteaux d'Alexandre Blok et La demande de Tchekhov en 1916, puis Nora de Spengler qui devient définitivement "Nora Sylvère" dans Sœur Béatrice de Maeterlinck, à la Salle communale de Plainpalais, le 15 janvier 1918. 

Le 24 octobre suivant Pitoëff fonde sa Compagnie qui ne se compose alors que de lui, Ludmilla, Nora Sylvère et Alfred Penay. Ils sont peu à peu rejoints par Marie Kalff, Ève Francis, Jim Gérald, Michel Simon, Ève Casalis, Héléna Manson, Alice Reichen.

### Paris 1922-1939
En janvier 1922, Nora Sylvère suit la Compagnie Pitoëff qui quitte Genève pour Paris, et elle est de la plupart des créations qui révèlent ou imposent au public parisien Tchekhov, Shakespeare, Pirandello, George Bernard Shaw, Ibsen, Supervielle, Henri-René Lenormand,... 

Sa fidélité à la troupe et à son esprit ne souffre que peu d'écarts, comme la création par Louis Jouvet du Coup du 2 décembre de Bernard Zimmer, ou celles du Retour de l'enfant prodigue d'André Gide et du Souper interrompu de Paul-Jean Toulet par Marcel Herrand. Mais aussi, et peut-être plutôt par nécessité, La fessée de Jean de Létraz, prestation sans doute vite oubliée: Jean Kiehl écrira imprudemment dans son hommage posthume: «Nora Sylvère a payé d'un haut prix sa fidélité à un art. Cela coûte cher aujourd'hui de préférer Shakespeare à Jean de Létraz ou à Bernstein».

À la scène, Nora Sylvère est tour à tour Gertrude mère d'Hamlet, Lady Macbeth, Jocaste, Hérodiade, Eurydice, Ève, la Mort, maquerelle, usurière, sorcière, aubergiste, dompteuse, servante, nourrice, habilleuse, cuisinière, gouvernante, comédienne, infirmière, religieuse, ministre des Forces Motrices, épouse bafouée, mère despotique, mère douloureuse, veuve, marquise, comtesse, maréchale, duchesse, grande duchesse, reine,… 

Le rôle de Frieda Delbrück dans Le coup du 2 décembre, en 1928, suscite l'admiration des critiques parisiens pour la composition de Nora Sylvère et leur verve quant au rôle lui-même, parlant d'«hypocrite», «freudienne en délire», «impayable Suissesse», «curieuse vierge protestante», «pointue, sournoise et agressive», «pédante consumée dans l'étude de Freud», «féminisme à morale, à besicles et à moustaches».

### Genève 1939-1955
Après une dernière représentation de La Dame aux Camélias au Théâtre des Mathurins, en juin 1939, Nora Sylvère regagne Genève. La pension paternelle "Le Manoir", à Bellevue, désertée par l'imminence de la guerre, lui permet d'héberger la famille Pitoëff en août. Georges Pitoëff, déjà gravement atteint dans sa santé y meurt le 17 septembre. 

Ludmilla Pitoëff croit d'abord pouvoir continuer à Genève et à Lausanne l'activité de la Compagnie Pitoëff et met Nora Sylvère à contribution pour la reprise de Une maison de poupée d'Ibsen, de La Première Famille de Supervielle et de Tu ne m'échapperas jamais de Margaret Kennedy, puis renonce et s'exile aux États-Unis en 1941. Sans autre débouché que la Suisse romande, Nora Sylvère y reprend du service avec d'anciens camarades passés à la mise en scène : Jean Bard, Greta Prozor, Alfred Penay, Jean Hort, François Simon,… ainsi qu'avec Jean Kiehl, Paul Pasquier, William Jacques. La critique romande, qui ne l'a pas oubliée, lui fait le meilleur accueil. 

À côté de son activité scénique d'après-guerre, Nora Sylvère se consacre à l'enseignement, et prête sa diction à des récitals de poésie, à un oratorio, à des spectacles de marionnettes et, surtout, à la Radio suisse romande où elle enregistre quelque cent cinquante émissions principalement dramatiques.

En 1953 elle est conseillère à la mise en scène de La Ville dont le prince est un enfant de Montherlant, créée le 24 janvier à Genève par la Société de Belles-Lettres. 

Elle monte une dernière fois sur scène, le 2 septembre 1954 au Grand Casino de Genève, pour incarner Maurya dans À cheval vers la mer de John Millington Synge et Madame Crosby dans Différent d'Eugene O'Neill mis en scène par Jean Kiehl puis, après quelques jours de maladie, elle meurt le 26 juin 1955.

## Rôles dans la troupe Pitoëff, 1918-1941

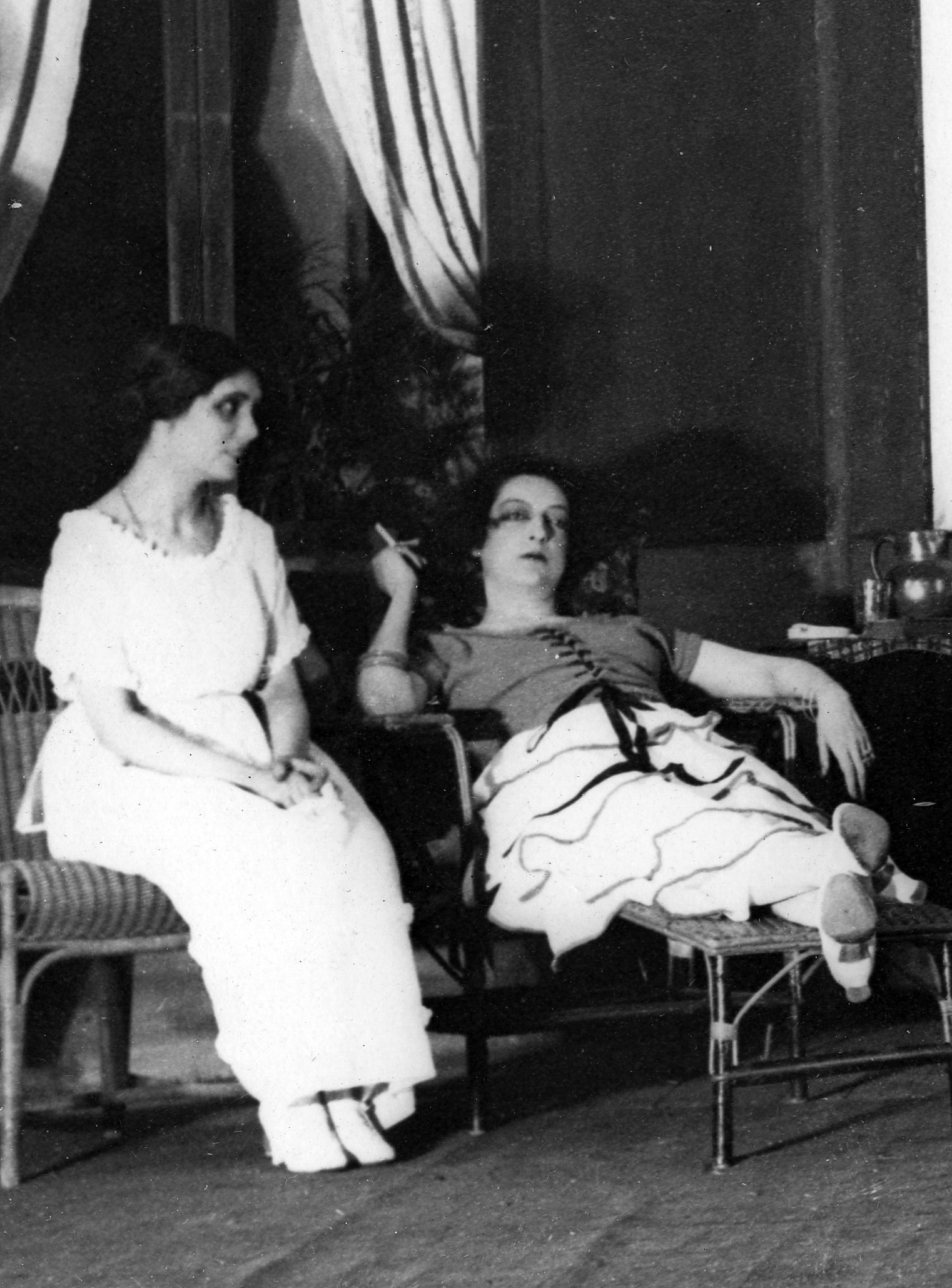
Ludmilla Pitoëff et Nora Sylvère dans La Mouette (1922)

- Maurice Maeterlinck, Sœur Béatrice, Genève, Salle communale de Plainpalais, 1918
- Léon Tolstoï, Le cadavre vivant (Anna Pavlovna), Genève, Salle communale de Plainpalais, 1918; Paris, Théâtre des Arts, 1928
- Carlo Goldoni, La locandiera (Hortense), Genève, Salle communale de Plainpalais, 1918; Théâtre Albert Ier, 1931
- George Bernard Shaw, Le héros et le soldat (Catherine Petkoff), Genève, Salle communale de Plainpalais, 1918; Paris, Théâtre des Mathurins, 1935
- Gabriele D'Annunzio, La ville morte (La nourrice), Genève, Salle communale de Plainpalais, 1918
- Henri-René Lenormand, Le temps est un songe (Madame Beunke), Genève, Salle communale de Plainpalais, 1919; Paris, Théâtre des Arts, 1919
- Henrik Ibsen, Le canard sauvage (Gina Ekdal), Genève, Salle communale de Plainpalais, 1919; Paris, Théâtre du Vieux-Colombier, 1934 (Madame Sœrby)
- Léon Tolstoï, La puissance des ténèbres (Marina), Genève, Salle communale de Plainpalais, 1919; Paris, Théâtre Moncey, 1921 (Anissia)
- Alexandre Ostrovski, L'orage (Kabanova), Genève, Salle communale de Plainpalais, 1919
- August Strindberg, Mademoiselle Julie (Christine), Lausanne, Grand Théâtre, 1919; Paris, Comédie-Montaigne, 1921
- John Millington Synge, Le baladin du monde occidental (La veuve Quin), Genève, Salle communale de Plainpalais, 1919
- Sacha Guitry, Deburau (Madame Rabouin), Genève, Salle communale de Plainpalais, 1919
- Rabindranath Tagore, Sacrifice (La reine), Genève, Salle communale de Plainpalais, 1919
- Herman Heijermans, Toutes les âmes (Mademoiselle Co), Genève, Salle communale de Plainpalais, 1919
- George Bernard Shaw, Le disciple du Diable (Mrs Dudgeon), Genève, Salle communale de Plainpalais, 1919
- Henri-René Lenormand, les ratés (Une vieille habilleuse et La fille du président), Genève, Salle communale de Plainpalais, 1920; Paris, Théâtre des Arts, 1920
- Henrik Ibsen, Rosmersholm (Madame Helseth), Genève, Salle communale de Plainpalais, 1920
- Alfred Mortier, Galathée (Myrrha), Genève, Salle communale de Plainpalais, 1920
- August Strindberg, Père (Laure), Genève, Salle communale de Plainpalais, 1920
- John Millington Synge, Les noces du rétameur (L'ivrogne), Genève, Salle communale de Plainpalais, 1920
- Léon Tolstoï, Toutes les qualités viennent d'elle (Marfa), Genève, Salle communale de Plainpalais, 1920; Paris, Comédie des Champs-Élysées, 1923
- Maurice Maeterlinck, L'oiseau bleu, Genève, Salle communale de Plainpalais, 1920
- Isabella Gregory, La porte de la prison, Genève, Salle communale de Plainpalais, 1920
- Fernand Chavannes, Bourg-Saint-Maurice, Lausanne, Grand Théâtre, 1920
- William Shakespeare, Mesure pour mesure (Mariana), Genève, Salle communale de Plainpalais, 1920; Paris, Comédie des Champs-Élysées, 1922
- Edmond Fleg, La maison du Bon Dieu, Genève, Salle communale de Plainpalais, 1920
- Charles Vildrac, Le paquebot Tenacity, Lausanne, Grand Théâtre, 1920
- Maurice Maeterlinck, La mort de Tintagilles (Bellangère ?), Genève, Salle communale de Plainpalais, 1920
- William Shakespeare, Hamlet (Gertrude), Genève, Salle communale de Plainpalais, 1920; Paris, Théâtre des Arts, 1926
- Maxime Gorki, Les bas-fonds (Vassilissa Karpovna), Genève, Salle communale de Plainpalais, 1920; Paris, Comédie des Champs-Élysées, 1921
- Anton Tchekhov, Oncle Vania (Marina), Genève, Salle communale de Plainpalais, 1921; Paris, Théâtre du Vieux-Colombier, 1921
- Saint-Georges de Bouhélier, La vie d'une femme (Cornélia), Genève, Salle communale de Plainpalais, 1921
- Leonid Andreïev, Celui qui reçoit les gifles (Zinida), Paris, Théâtre Moncey, 1921
- Anton Tchekhov, La mouette (Irina Nikolaïevna Arkadina), Genève, Salle communale de Plainpalais, 1921; Paris, Comédie des Champs-Élysées, 1922
- William Shakespeare, Macbeth (Lady Macbeth), Genève, Salle communale de Plainpalais, 1921
- Alexandre Dumas (fils), La dame aux camélias (Prudence), Genève, Salle communale de Plainpalais, 1921; Paris, Théâtre des Mathurins, 1939
- Oscar Wilde, Salomé (Hérodiade), Genève, Salle communale de Plainpalais, 1921; Paris, Comédie des Champs-Élysées, 1922
- Henrik Ibsen, Les revenants (Hélène Alving), Paris, Comédie des Champs-Élysées, 1922
- Oscar Wilde, Le portrait de Dorian Gray (Mrs Vane), Paris, Comédie des Champs-Élysées, 1922
- Claude Anet, Mademoiselle Bourrat (Madame Bourrat), Paris, Comédie des Champs-Élysées, 1923
- Luigi Pirandello, Six personnages en quête d'auteur (La grande coquette), Paris, Comédie des Champs-Élysées, 1923
- Ferenc Molnár, Liliom (Madame Muscat), Paris, Comédie des Champs-Élysées, 1923
- Knut Hamsun, Au seuil du royaume (Mademoiselle Hovind.), Paris, Comédie des Champs-Élysées, 1924
- Luigi Pirandello, Henri IV (Mathilde de Spina), Monte-Carlo, Théâtre, 1925; Paris, Théâtre des Arts, 1925
- George Bernard Shaw, Sainte Jeanne (Madame de La Trémoille.), Paris, Théâtre des Arts, 1925
- Henri-René Lenormand, Le lâche (La marquise d'Aqua-Tinto), Paris, Théâtre des Arts, 1925
- Aristide Derera, L'assoiffé (Donna Anna), Paris, Théâtre des Arts, 1925
- Jean-Jacques Bernard, L'âme en peine (La mère de l'enfant), Turin, Teatro, 1926; Paris, Théâtre des Arts, 1926
- Émile Mazaud, L'un d'eux (La mère de l'enfant), Paris, Théâtre des Arts, 1926
- Luigi Pirandello, Comme ci ou comme ça (Comtesse Livia Palegari), Paris, Théâtre des Arts, 1926
- Jules Romains, Jean le Maufranc (Madame Laure), Paris, Théâtre des Arts, 1926
- Gogol, L'inspecteur en tournée (Anna Andréevna), Turin, Teatro, 1927
- Ferdinand Bruckner, Les criminels, Paris, Théâtre des Arts, 1929
- George Bernard Shaw, La charrette de pommes (Lysistrata), Lausanne, Grand Théâtre, 1930; Paris, Théâtre des Arts, 1931
- Henrik Ibsen, Maison de poupée (Madame Linde), Paris, Théâtre de l'Œuvre, 1930
- Paul Vialar, Les hommes, Paris, Théâtre de l'Œuvre, 1931
- André Gide, Œdipe (Jocaste.), Rome, Teatro Quirino, 1932; Paris, Théâtre de l'Œuvre, 1932
- Sénèque, Médée (La nourrice), Paris, Théâtre de l'Avenue, 1932
- Hjalmar Bergman, Joë et Cie (Majken), Paris, Théâtre de l'Avenue, 1932
- Arthur Schnitzler, Liebelei (Catherine Binder), Paris, Théâtre du Vieux-Colombier, 1933
- Arthur Schnitzler, Les derniers masques (Julie Paschanda), Paris, Théâtre du Vieux-Colombier, 1933
- Ronald Mackenzie, La polka des chaises (Madame Schindler), Paris, Théâtre du Vieux-Colombier, 1933
- Alfred de Musset, Louison (La Maréchale), Coppet, Château, 1934
- Steve Passeur, Je vivrai un grand amour (Olympe de Mauregard), Lyon, Salle Rameau, 1935; Paris, Théâtre des Mathurins, 1935
- Margaret Kennedy, Tu ne m'échapperas jamais (Lady MacLean et La patronne du café), Paris, Théâtre des Mathurins, 1936
- Henrik Ibsen, Maison de poupée (Madame Linde), Paris, Théâtre des Mathurins, 1936
- Jean Anouilh, Le voyageur sans bagage (La duchesse Dupont-Dufort), Paris, Théâtre des Mathurins, 1937
- Jules Supervielle, La première famille (Ève), Paris, Théâtre des Mathurins, 1938
- Margaret Kennedy, Tu ne m'échapperas jamais, Genève, Salle communale de Plainpalais, 1941

## Rôles hors la troupe Pitoëff, 1913-1954

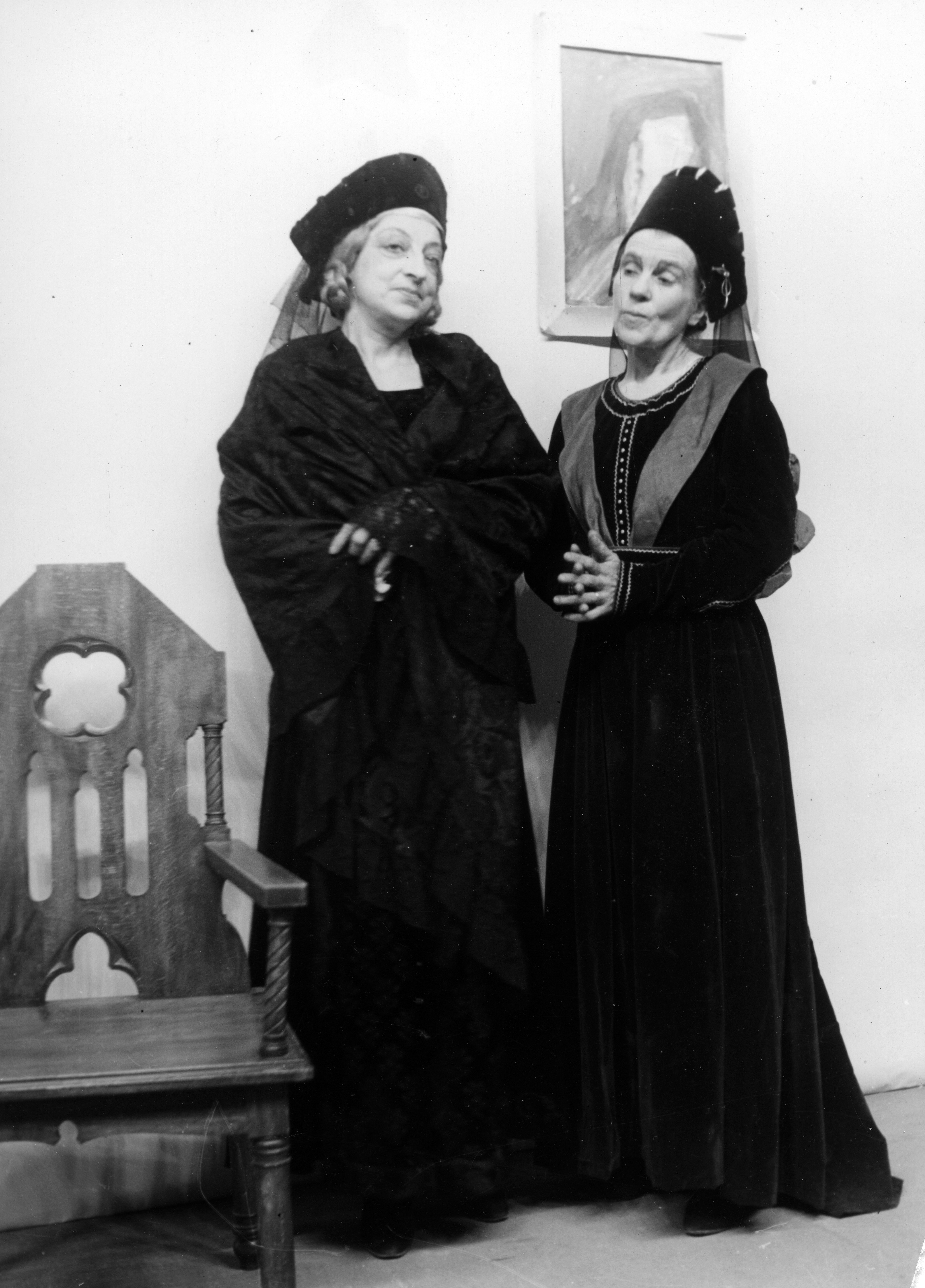
Nora Sylvère et Greta Prozor dans La Terre est ronde (1943)

- Alfred de Musset, Les caprices de Marianne (Hermia), Genève, Salle des Amis de l'Instruction, 1913, mise en scène de Françoise Chantre
- Rodolphe Töpffer, Les Aventures de Monsieur de La Coquemolle (Juliette), Genève, Salle communale de Plainpalais, 1913
- Georges Mitchell, L'absent (Fransiska van Sluis), Genève, Théâtre Moderne, 1913, mise en scène d'Albert Berger
- Paul Bourget et Serge Basset, Un cas de conscience, Genève, Salle des Amis de l'Instruction, 1914, mise en scène de Françoise Chantre
- Georges Rodenbach, Le voile (La sœur), Genève, Casino de Saint-Pierre, 1916, mise en scène de Françoise Chantre
- Heinrich von Kleist, La cruche cassée (Dame Marthe), Genève, Salle communale des Eaux-Vives, 1919, mise en scène de Robert Télin
- Robert Télin, Bobine (Hélène Dormoy), Genève, Salle communale des Eaux-Vives, 1919, mise en scène de l'auteur
- Marcel L'Herbier, L'enfantement du mort (La nourrice), Genève, Salle communale de Plainpalais, 1920, mise en scène de Louise Autant-Lara
- Bernard Zimmer, Le coup du 2 décembre (Frieda Delbrück), Paris, Comédie des Champs-Élysées, 1928, mise en scène de Louis Jouvet
- Paul-Jean Toulet, Le souper interrompu (Iris), Monte-Carlo, Théâtre, 1928, mise en scène de Marcel Herrand
- André Gide, Le retour de l'enfant prodigue (La mère), Monte-Carlo, Théâtre, 1928, mise en scène de Marcel Herrand
- Maurice Donnay, Lysistrata (Salabaccha), Genève, Théâtre du Parc, 1930, mise en scène de Carmen d'Assilva et Marcel Parmelin
- Tristan Bernard, L'école des charlatans, Genève, Théâtre du Parc, 1930, mise en scène de Marcel Parmelin
- Frédéric Pottecher, Les Boulet et les Berceron (Madame Berceron), Paris, Théâtre Albert Ier, 1932, mise en scène de Gaston Revel
- André Frère, Le trou de l'aiguille, Paris, Aux Comédiens du Parvis, 1932, mise en scène de l'auteur
- André Frère, Les plaisirs forcés, Paris, Cercle du Luxembourg, 1932, mise en scène de l'auteur
- Christa Winsloe, Demoiselles en uniforme (La grande-duchesse), Paris, Studio de Paris, 1932, mise en scène d'Henri Varna
- Charlie Gerval et Alfred Penay, Le nouveau roman de Paul et Virginie (Sonia), Sion, Théâtre, 1938, mise en scène des auteurs
- Charlie Gerval et Alfred Penay, Le nouveau roman de Paul et Virginie (Emma), Genève, Casino-Théâtre, 1938, mise en scène d'Alfred Fradel
- Jean de Létraz, La fessée, Genève, Comédie, 1938, mise en scène de Léon Volterra
- Claude Anet, Mademoiselle Bourrat (Madame Bourrat), Genève, Salle communale de Plainpalais, 1939, mise en scène de Pierre Valde
- Eugène Brieux, La robe rouge, Genève, Casino de Saint-Pierre, 1940, mise en scène de Jean Bard
- Federico García Lorca, Noces de sang (La mère), Genève, Comédie, 1941, mise en scène de Greta Prozor
- John Millington Synge, Le baladin du monde occidental (La veuve Quin), Genève, Comédie, 1942, mise en scène de Greta Prozor
- Sophocle, Antigone (Eurydice), Lausanne, Théâtre du Château, 1942, mise en scène de Jean Binet
- Henry Monnier, La mélomanie bourgeoise, Genève, Salle communale de Plainpalais, 1942, mise en scène de Greta Prozor
- Armand Salacrou, La terre est ronde (Margherita), Genève, Comédie, 1943, mise en scène de Greta Prozor
- Claude Anet, Mademoiselle Bourrat (Madame Bourrat), Lausanne, Maison du Peuple, 1943, mise en scène de Jean Hort
- Paul Spaak, Malgré ceux qui tombent (La mère), Genève, Grand Théâtre, 1944, mise en scène de Fernand Bercher
- Federico García Lorca, Les amours de Don Perlimplín avec Bélise en son jardin (Marcolfe), Genève, Salle des Amis de l'Instruction, 1944, mise en scène de  François Simon
- Clifford Odets, Réveille-toi et chante (Bessie Berger), Genève, Salle des Amis de l'Instruction, 1944, mise en scène de  François Simon
- Maxime Gorki, Les bas-fonds (Vassilissa Karpovna), Neuchâtel, Théâtre, 1944, mise en scène de Jean Kiehl
- O. V. de L. Milosz, Miguel Manara (1er esprit de la terre), Fribourg, Théâtre Livio, 1945, mise en scène de Paul Pasquier
- René Morax, La servante d'Évolène (Philomène), Sion, Théâtre, 1945, mise en scène de René Morax
- Jean-Paul Zimmermann, Danse des morts (La veuve), Neuchâtel, cour du Palais Du Peyrou, 1945, mise en scène de Jean Kiehl
- William Shakespeare, Macbeth (Une sorcière), Lausanne, Théâtre Municipal, 1945, mise en scène de Gaston Baty
- Keith Winter, Éblouissement (Anna), Leysin, Théâtre du Nord, 1945, mise en scène de Paul Pasquier
- Gregorio et Maria Martínez Sierra, Le chant du berceau (La Mère supérieure), Yverdon, Théâtre municipal, 1946, mise en scène de Jean Hort
- Luigi Pirandello, Six personnages en quête d'auteur (La mère), Genève, Comédie, 1946, mise en scène de Jean Hort
- Calderón de la Barca, Les cheveux d'Absalon (La devine Teuca), Sion, place de La Planta, 1946, mise en scène de Jean Kiehl
- Benoît-Joseph Bickel, Et le grain germera (Sarah), Fribourg, Aula de l'Université, 1946, mise en scène de Paul Pasquier
- Jean Anouilh, Le voyageur sans bagage (La duchesse Dupont-Dufort), Genève, Grand Théâtre, 1947, mise en scène de Greta Prozor
- August Strindberg, La danse de mort (Alice), Neuchâtel, Théâtre, 1947, mise en scène de Jean Kiehl
- Henrik Ibsen, Jean-Gabriel Borkmann (Ella Rentheim), Genève, Casino de Saint-Pierre, 1951, mise en scène de Greta Prozor
- Jacques Constant, Frédéric général (Virginia Stone), Genève, Grand Casino, 1952, mise en scène de William Jacques
- T. S. Eliot, La réunion de famille (Amy Monchensey), Genève, Casino de Saint-Pierre, 1953, mise en scène de Jean Kiehl
- Fernando de Rojas, La Célestine (Célestine), Genève, Casino de Saint-Pierre, 1954, mise en scène de William Jacques
- Eugene O'Neill, Différent (Madame Crosby), Genève, Grand Casino, 1954, mise en scène de Jean Kiehl
- John Millington Synge, À cheval vers la mer (Maurya), Genève, Grand Casino, 1954, mise en scène de Jean Kiehl

## Madame Bourrat et la critique parisienne
Des quelque cent vingt pièces auxquelles Nora Sylvère participe au cours de sa carrière, Mademoiselle Bourrat de Claude Anet n'est pas le chef-d'œuvre, mais c'est au rôle de Madame Bourrat mère qu'elle s'identifie le plus immédiatement et le plus durablement: «Mme Sylvère, c'est Mme Bourrat elle-même» assure Robert de Flers après la première.

### Comédie des Champs-Élysée, 1923 (création)

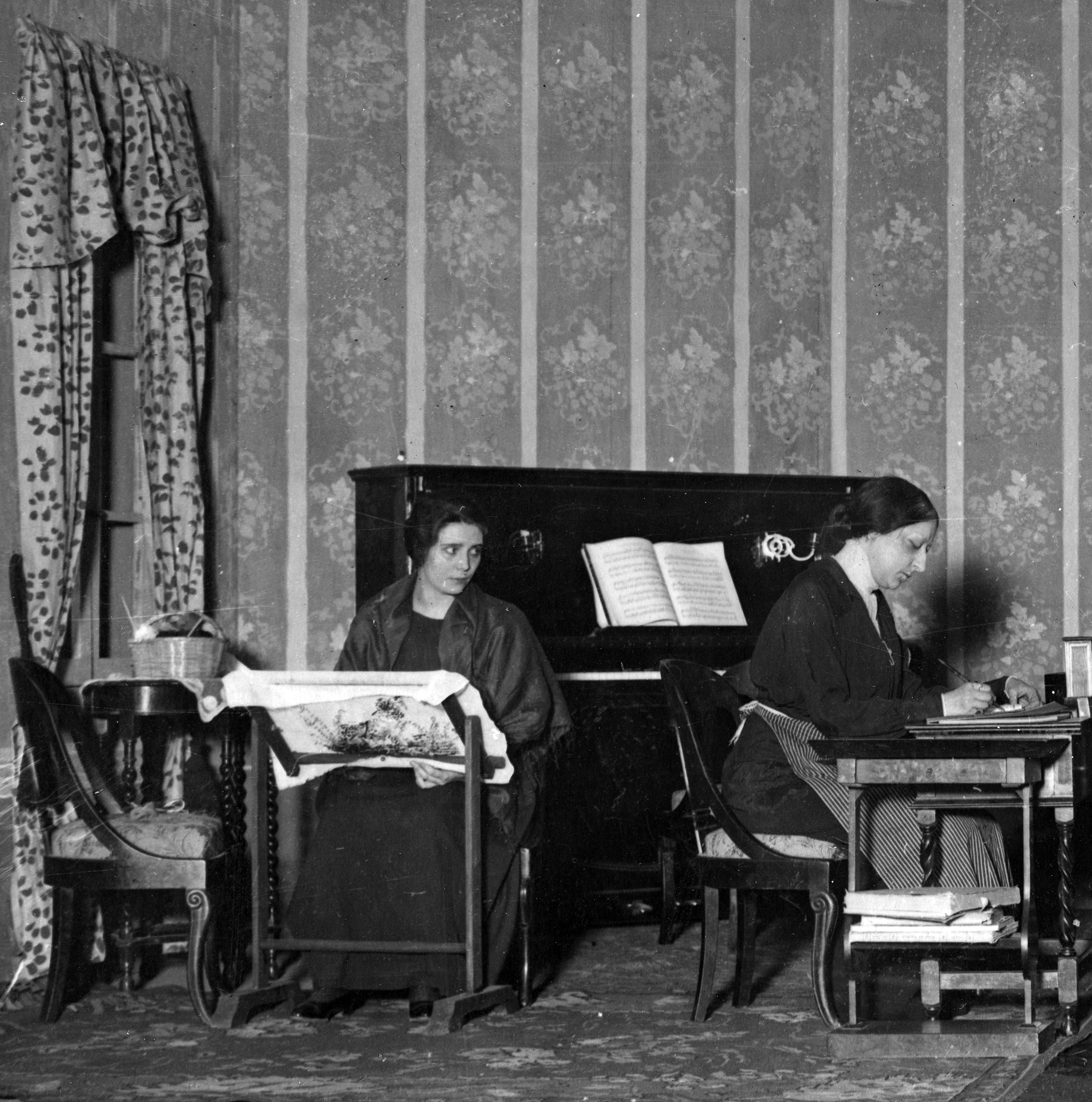
Ludmilla Pitoëff et Nora Sylvère à la création de Mademoiselle Bourrat (1923)

- Paul Souday (Paris-Midi et Le Siècle) : «Mme Nora Sylvère qui a composé avec une vraisemblance parfaite le rôle de la mère acariâtre»
- Régis Gignoux (Comœdia) : «Mme Sylvère est fort intéressante, mais la volonté de camper son personnage de garde-chiourme apparaît»
- Edmond Sée (Bonsoir) : «Mme Sylvère, dont Mme Bourrat est un poème d'âpre, hargneuse et féroce maternité»
- Maxime Girard (Le Figaro) : «Mme Nora Sylvère, une Mme Bourrat sèche et froidement cruelle»
- Paul Ginisty (Le Petit Parisien) : «Mme Nora Sylvère donne du relief au personnage de la dure et volontaire Mme Bourrat»
- Jane Catulle-Mendès (La Presse) : «Mme Sylvère s'est montrée une Mme Bourrat rigide, monstrueusement vraisemblable»
- Émile Marsy (Le Rappel et La Lanterne) : «Mme Nora Sylvère est sèche et autoritaire à souhait»
- Pierre d'Ouvray (Le Ménestrel) : «Mme Nora Sylvère a composé le rôle de Mme Bourrat avec soin et tact : elle ne pousse jamais jusqu'à la caricature»
- Pierre Sabatier (Le Monde illustré) : «Mlle Sylvère dont le talent sait être à la fois sobre et caricatural dans le rôle de l'autoritaire Mme Bourrat»
- Robert de Flers (Le Figaro) : «Mme Sylvère, c'est Mme Bourrat elle-même. Elle est si justement acariâtre, autoritaire et sèche qu'elle nous apparaît aussi insupportable qu'une véritable parente. Je vous assure que c'est saisissant»
- Lucien Dubech (L'Action française) : «Je crois que Mme Sylvère a déformé le personnage de Mme Bourrat. Elle l'a joué avec une dureté trop uniforme. Elle a fait une harpie d'une bourgeoise vaniteuse que les circonstances contraignent à défendre l'honneur sourcilleux d'une dynastie provinciale»
- Léo Claretie (La Revue mondiale) : «Mme Sylvère est une marâtre odieuse à souhait»
- Jean Goudal (Comœdia) : «Mlle Sylvère a donné de Mme Bourrât une composition remarquable de cohérence et de justesse»

### Théâtre des Mathurins, 1938
- Maurice Martin du Gard (Les Nouvelles littéraires) : «Mme Nora Sylvère, elle, n'a pas abandonné Mademoiselle Bourrat. Elle y est horrible, elle y est excellente»
- Edmond Sée (L'Œuvre) : «On n'imagine point le rôle de Mlle Bourrat joué par une autre que Mlle Ludmilla Pitöeff, tant le personnage, l'artiste (la grande artiste) se confondent pathétiquement. J'en dirai autant de Mme Nora Sylvère, dans le rôle de Mme Bourrat qu'elle a marqué d'une empreinte ineffaçable»
- Fortunat Strowski (Paris-Soir) : «Mme Nora Sylvère est la dure Mme Bourrat; il faut la féliciter particulièrement; bourgeoise implacable, elle ne peut cacher je ne sais quel regard d'ironie amusée qui tempère l'inhumanité de son personnage»
- L'Intransigeant : «Mme Nora Sylvère a repris le rôle de Mme Bourrât qu'elle a créé en 1923, typant une silhouette inoubliable»
- Fred Orthys (Le Matin) : «Mme Nora Sylvère fait de Mme Bourrat mère une composition saisissante de maîtresse femme, nullement antipathique»
- Robert Kemp (Le Temps) : «Mme Nora Sylvère a retrouvé son meilleur rôle; on ne l'y surpassera pas aisément»

## Cinéma
Au contraire de la majorité de ses camarades de la troupe Pitoëff, Nora Sylvère ne joue ni ne figure dans aucun film.

En été 1925, la presse annonce que Julien Duvivier s'apprête à réaliser un Poil-de-carotte, d'après Jules Renard, avec Nora Sylvère dans le rôle de Madame Lepic. Quelques semaines plus tard on apprend  que le tournage est en cours, avec la même actrice.

Mais Paris-Midi du 3 octobre publie sans plus d'explication que « Dans Poil de Carotte que Julien Duvivier monte actuellement, le rôle de Mme Lepic est tenu par Mme Barbier-Krauss ». Et le film sort en effet avec cette distribution ; le rôle de Monsieur Lepic reste tenu par Henry Krauss, époux - à la ville également - de Charlotte Barbier-Krauss.

## Postérité
Un Prix Nora Sylvère - Alexandre de Spengler (fondé en 1978) a été décerné en 1992 à l'artiste suisse Gilles Porret.

Depuis le 4 décembre 2024, un passage porte son nom, à Genève dans le quartier des Vernets.

## Sources
- Henri René Lenormand, Les Pitoëff : souvenirs, Paris, Lieutier, 1943
- Aniouta Pitoëff, Ludmilla, ma mère : vie de Ludmilla et de Georges Pitoëff, Paris : R. Julliard, 1955
- Alfred Berchtold, La Suisse romande au cap du XXe siècle : portrait littéraire et moral, 2e éd., Lausanne, Payot, 1966
- Jacqueline Jomaron, Georges Pitoëff, metteur en scène, Lausanne, L'Âge d'homme, 1979
- 19-39 : la Suisse romande entre les deux guerres, catalogue de l'exposition des musées de Lausanne, été 1986, Lausanne, Payot, 1986
- Histoire de la littérature en Suisse romande publiée sous la direction de Roger Francillon, Lausanne, Payot, 1996-1999, vol. 4